# 開沼博
開沼 博（かいぬま ひろし、1984年3月13日 - ）は、日本の社会学者。2021年より東京大学大学院情報学環准教授。

## 来歴
福島県いわき市出身。福島県立磐城高等学校、東京大学文学部卒業、同大学院学際情報学府博士課程単位取得退学。指導教員は吉見俊哉。上野千鶴子ゼミに参加していた。2011年1月に、地元に近い東京電力福島第一原子力発電所をめぐる地域開発や福島県政について、ポストコロニアリズムの観点から論じ戦後日本の近代化の過程を理論化した修士論文を2011年1月に提出。それが2011年3月11日の東日本大震災と福島第一原子力発電所事故の発生に伴い、アクチュアルな話題として脚光を浴びる。同論文は改訂増補を加えて2011年6月に『「フクシマ」論　原子力ムラはなぜ生まれたのか』のタイトルで青土社より出版され、第65回毎日出版文化賞（人文・社会部門）及び第32回エネルギーフォーラム賞特別賞を受賞した。
その後も福島や原発を問わず、幅広いテーマを対象とした言論活動を行い、ダイヤモンド・オンラインでの連載「闇の中の社会学　『あってはならぬものが漂白される時代に』」を2013年に書籍化した『漂白される社会』では売春、貧困ビジネス、不法就労外国人、闇金、ギャンブル、過激派、ヤクザなど「現代社会の周縁的な存在」の実態を緻密なフィールドワークで明らかにしながら、格差社会、グローバル化、高齢化等、現代社会の諸問題の根底にあるメカニズムを解き明かした。
『「原発避難」論──避難の実像からセカンドタウン、故郷再生まで』で第6回地域社会学会賞選考委員会特別賞受賞。『漂白される社会』で第12回新潮ドキュメント賞候補、『はじめての福島学』で第36回エネルギーフォーラム賞優秀賞受賞、第14回新潮ドキュメント賞候補。
これまでに福島原発事故独立検証委員会（民間事故調）ワーキンググループメンバー、経済産業省資源エネルギー庁総合資源エネルギー調査会原子力小委員会委員、復興庁東日本大震災生活復興プロジェクト委員、立命館大学衣笠総合研究機構准教授、早稲田大学文化構想学部非常勤講師、福島大学うつくしまふくしま未来支援センター特任研究員、読売新聞読書委員、Yahoo!基金評議員等を歴任。
現在、経済産業省経済産業省汚染水処理対策委員会多核種除去設備等処理水の取扱いに関する小委員会委員、楢葉町放射線健康管理委員会副委員長、東日本国際大学客員教授、福島県立医科大学非常勤講師等を務める。

## メディア出演・連載
現在の定期的なメディア出演・連載は以下。

### テレビ
- ふくしまスーパーJチャンネル（福島放送） - 金曜コメンテーター
- モーニングCROSS（TOKYO MX） - 不定期コメンテーター（月に1回程度の出演）

### ラジオ
- こでらんに5（NHK福島放送局） - 火曜パーソナリティ
- サードプレイス（JFNC） - 木曜パーソナリティ
- NHKマイあさラジオ（NHKラジオ第1） - 「社会の見方・私の視点」不定期レギュラー（月に1回程度の出演）

### 雑誌
- 実話ナックルズ（ミリオン出版） - 「開沼博の犯罪社会学」
- サンデー毎日（毎日新聞出版） - 「今こそ、読みたい」書評（月に1回程度の掲載）
- 調査情報（TBS総研） - 「福島の裏側」評論・ルポ

### その他
- 電気新聞（日本電気協会新聞部） - 「時評・ウエーブ」オピニオン（月に1回程度の掲載）
- インターネット放送局ことのは　-　番組配信者として参加

## 過去のメディア出演・連載
以下は、これまでのメディア出演・連載の一部。

### テレビ
- クローズアップ現代（NHK） - 私たちは“内向き”ですか？　～若者たちは今～
- 新世代が解く!ニッポンのジレンマ（NHK） - 僕らの復興論
- ハートネットTV（NHK） - シリーズ 被災地の福祉はいま
- 東北発☆未来塾（NHK） - 震災と向きあうチカラ　開沼博のスタディーツアー
- 新・週刊フジテレビ批評（フジテレビ）
- ホンマでっか!?TV（フジテレビ）
- NEWS23X（TBS）
- ビートたけしのTVタックル（テレビ朝日）
- BSフジLIVE プライムニュース（BSフジ）
- 週刊報道LIFE（BS-TBS）

### ラジオ
- 福島から2時間出しているラジオ（NHKラジオ第1）
- 先読み!夕方ニュース（NHKラジオ第1）
- 被災地からの声 東日本大震災音声アーカイブス（NHKラジオ第1）
- ニュース探究ラジオ Dig（TBSラジオ）
- 荻上チキ・Session-22（TBSラジオ）
- ロンドンブーツ1号2号 田村淳のNewsCLUB（文化放送）
- タイムライン（TOKYO FM）
- 未来授業（TOKYO FM）
- JAM THE WORLD（J-WAVE）

## 著書

### 単著
- 『「フクシマ」論 原子力ムラはなぜ生まれたのか』（青土社、2011年） ISBN 4791766105
- 『フクシマの正義――「日本の変わらなさ」との闘い』（幻冬舎、2012年） ISBN 4344022394
- 『漂白される社会』（ダイヤモンド社、2013年）ISBN 4478021740
  - ダイヤモンド・オンラインでの連載「闇の中の社会学 『あってはならぬものが漂白される時代に』」[2]の書籍化
- 『はじめての福島学』（イースト・プレス、2015年） ISBN 978-4781613116
- 『日本の盲点』（PHP新書、2021年）　ISBN 4569848559

### 共著
- 『世界が決壊する前に言葉を紡ぐ』（中島岳志共著、金曜日、2011年） ISBN 4906605788
- 『地方の論理 フクシマから考える日本の未来』（佐藤栄佐久共著、青土社、2012年） ISBN 4791766202
- 『シャッター商店街と線量計 大友良英のノイズ原論』（大友良英共著、青土社、2012年） ISBN 4791766776
- 『「原発避難」論──避難の実像からセカンドタウン、故郷再生まで』（山下祐介共著、明石書店、2012年） ISBN 4750335479
- 『この国はどこで間違えたのか 沖縄と福島から見えた日本』（徳間書店、2012年） ISBN 4198635099
- 『ニッポンのジレンマ ぼくらの日本改造論』（朝日新書、2013年） ISBN 4022735228
- 『1984 フクシマに生まれて』（大野更紗共著、講談社文庫、2014年） ISBN 4062777630
- 『日本を変える！若手論客２０の提言』（田原総一朗共著、潮出版、2014年） ISBN 4267019789
- 『常磐線中心主義』（河出書房新社、2015年） ISBN 430924694X
- 『福島第一原発廃炉図鑑』（竜田一人・吉川彰浩共著、太田出版、2016年） ISBN 4778315111
- 『東電福島原発事故 自己調査報告 深層証言&福島復興提言:2011+10』（細野豪志著、開沼博編、徳間書店、2021年） ISBN 4198652732